# Grand Baie
Grand Baie (ou quelquefois Grand Bay) est le nom donné à l'une des principales baies de Maurice et au village qu'elle abrite. Très touristique, ce dernier a accueilli un Sommet de la Francophonie du 16 au 18 octobre 1993. On y trouve de belles et luxueuses propriétés, ainsi que des hôtels, des restaurants et des bars de nuit réputés (Les Enfants Terribles; Zanzibar, Banana Café, etc.). Le village qui se trouve du côté ouest possède également des boutiques de luxe pour le tourisme (textile, artisanat, etc.) La baie est le point des départs pour des excursions en haute mer pour la pêche ou la plongée, ainsi que vers l'île Plate, l'île Ronde ou l'île aux Serpents.

## Pereybère
Pereybère est le nom de la partie est du littoral derrière la baie, vers le nord.

## Galerie

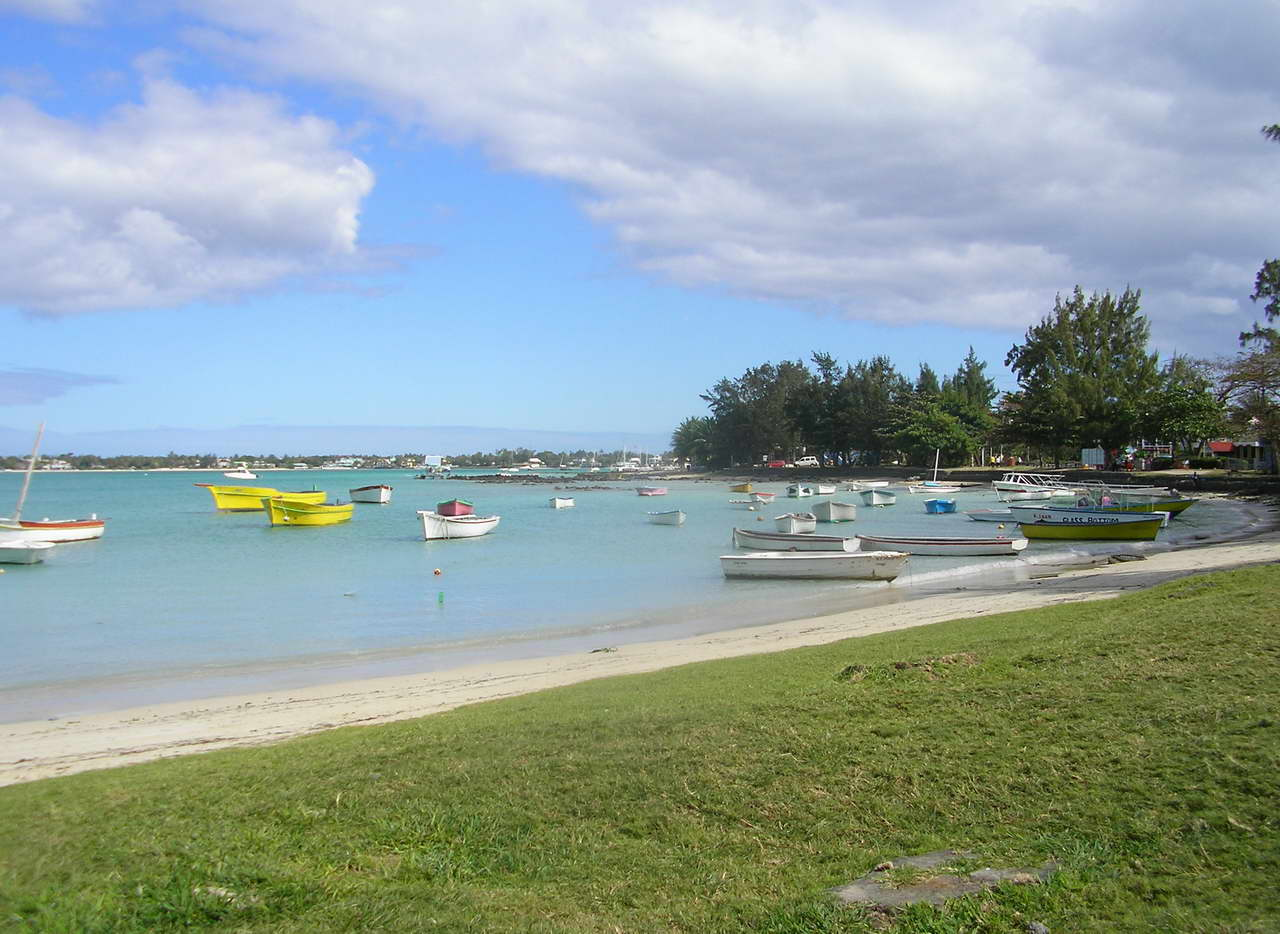
Vue de la baie.
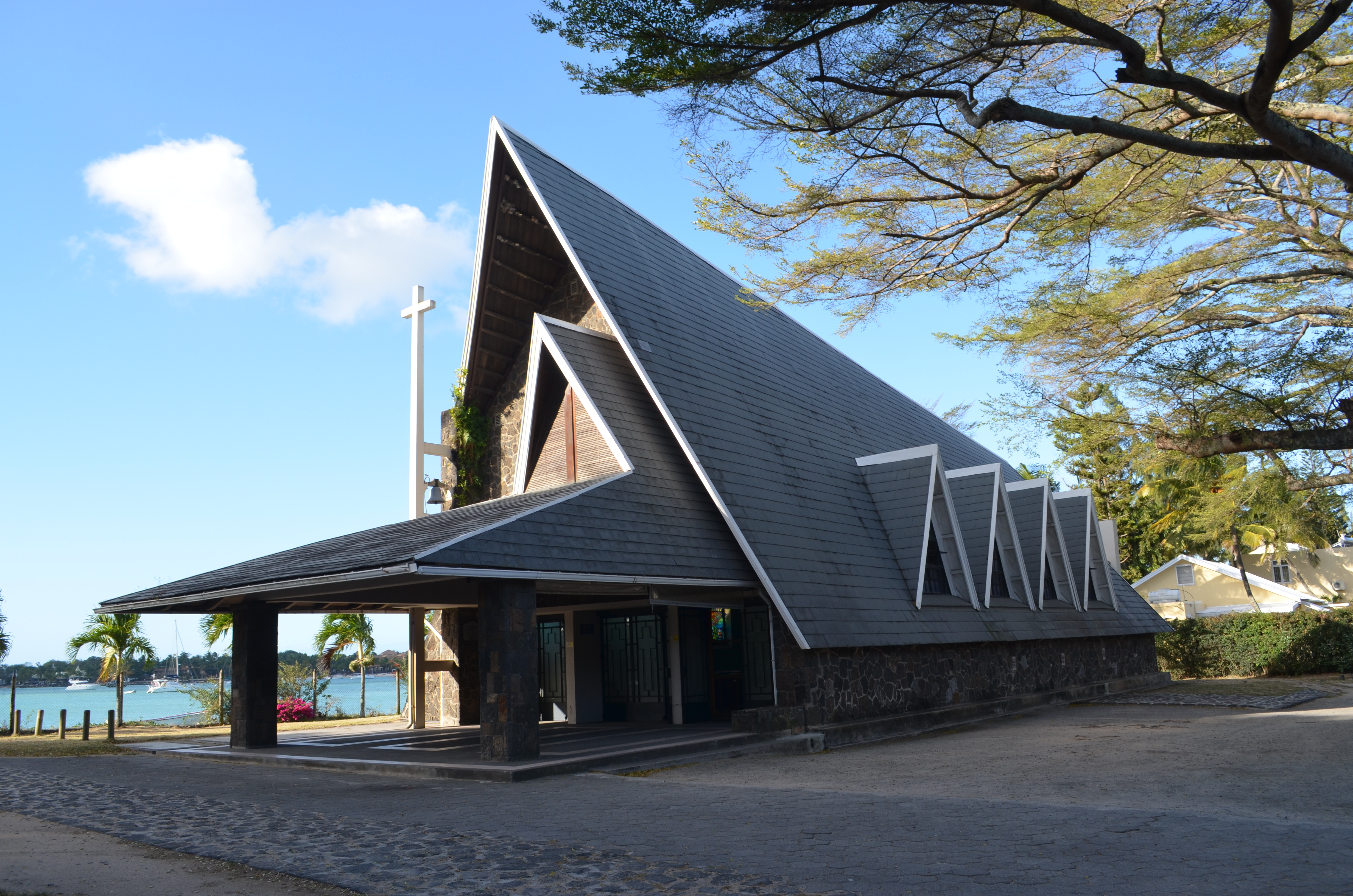
Vue de l'église des Saints-Anges-Gardiens construite en 1959 par Desmarais, la précédente ayant été détruite par un cyclone tropical.